# Juanito
Juanito é o mascote da Copa do Mundo FIFA de 1970. O personagem é representado por um menino vestido com o uniforme da Seleção Mexicana de Futebol e um chapéu tradicional mexicano; o sombrero. A sua denominação é o diminutivo de Juan, nome muito comum no país, porém, os mexicanos não aprovaram o mascote, pois consideraram folclórico demais.
Juanito é o segundo mascote utilizado para divulgar o principal evento da FIFA, que é a Copa do Mundo, e o primeiro em formas humanas.